# Kilkare Woods
El bosque de Kilkare o Kilcare  ("Kilkare Woods" en inglés) es un área no incorporada en el condado de Alameda de California en los Estados Unidos con 773 habitantes.
El aldea se ubica a través de la calle principal «Kilkare Road» (Camino Kilkare) y está en el código de postal 94586. Las coordinadas son lo siguiente: 37.6282659, -121.9121802, 373742N, 1215444W
96% de los residentes hablan el inglés como su idioma principal y el 4% hablan otro idioma. Entre ellos el 3% habla hindi y el 1% habla español.
El aldea está protegida por los departamentos de bomberos de Pleasanton y Fremont, el alguacil del condado de Alameda y los jóvenes van al colegio primario en el pueblo cercano de Sunol y secundario en Pleasanton la ciudad más cercana.
Los servicios de aplicación de ley son provistos por la Oficina del Sheriff del Condado de Alameda.